# 101
Rok 101 (CI) byl nepřestupný rok, který podle juliánského kalendáře započal pátkem. V té době byl tento rok znám jako Rok konzulátu Traina a Paeta (méně často jako rok 854 Ab urbe condita, od založení Říma). Pod číslem 101 je tento rok znám až od středověku, kdy Evropa začala užívat systém pro názvy let Anno Domini (leta páně). 
Podle židovského kalendáře došlo k přelomu let 3861 a 3862. 

## Události
- Císař Traianus začíná výpravu do Dácie, přesahujíc hranice Římské říše stanovené Augustem.
- Druhá bitva u Tapae: Římské jednotky porážejí dáckého krále Decebala v Transylvánii.
- Epiktétos vydává Epiktétovy projevy (přibližné datum).

## Narození
- 13. ledna – Lucius Aelius Caesar, otec císaře Lucia Vera († 1. ledna 138)
- Héródés Attikos, starořecký politik, řečník a mecenáš z císařské éry († 177)

## Úmrtí
- Titus Catius Asconius Silius Italicus, římský právník, řečník, filosof a básník (* 25, sebevražda)

## Hlavy států
- Papež – Klement I.? (88/89/90/91/92–97/98/99/100/101) » Evaristus (98/99/100/101–105/106/107)
- Římská říše – Traianus (98–117)
- Parthská říše – Pakoros (77/78–114/115)
- Kušánská říše – Vima Takto  (90–113)
- Čína, dynastie Chan (206 př. n. l. – 220 n. l.)